# Mitromorpha laeta
Mitromorpha laeta é uma espécie de gastrópode do gênero Mitromorpha, pertencente a família Mitromorphidae.